# Iglesias protestantes reformadas de América
Las Iglesias Protestantes Reformadas de América o IPR (inglés: Protestant Reformed Churches in America (PRC) o (PRCA)) forman una denominación Protestante de 31 iglesias y más de 7 000 miembros.

## Historia
Las congregaciones  IPR fueron fundadas en 1924 como resultado de una controversia con respecto a la gracia común en la Iglesia Cristiana Reformada (ICR) (inglés: Christian Reformed Church of North America). En ese momento la Iglesia Cristiana Reformada adoptó tres puntos doctrinales sobre el tema de la gracia común. Los reverendos Herman Hoeksema, George Ophoff y Henry Danhof negaron estos tres puntos y los mantuvieron como contras a los credos Reformados de la fe. Entonces cuando dijeron que no pudiesen mantener esos puntos, fueron sancionados por medio de suspensión o deposición del pastoreo por sus respectivos Consejos. La ICR mantenía que la visión de estos tres hombres fue inconsistente con la enseñanza de la Biblia. Ellos se opusieron a esa deposición también de punto de la política eclesiástica, diciendo que sólo el Consistorio tiene el derecho de disponer a su pastor y no el Consejo. La ICR no estaba de acuerdo y los pastores con sus seguidores, dejaron la CRC y organizaron una nueva denominación y tomaron por nombre Iglesias Cristianas Reformadas Protestantes (inglés: Protesting Christian Reformed Churches).  Cuando se hizo claro que fue imposible reconciliarse con la ICR, la denominación se nombró las Iglesias Protestantes Reformadas de América.
Las IPR hoy en día siguen negando la gracia común como una variación de la teología arminiana y creen que la gracia de Dios siempre es particular y jamás general o común. La negación de la gracia común y la libre oferta del evangelio (que Dios desea sinceramente la salvación de los réprobos) muchas veces se cree como Alto-Calvinismo o Duro-Calvinismo consistente. Las IPR creen que esas posiciones son contrarios a los Confesiones Reformadas y las IPR no niega la necesidad de predicar el evangelio, y por eso también mantiene que no se debe referir a la negación de esas posiciones como Hiper-Calvinismo (véase Hyper-Calvinism and the Call of the Gospel por David Engelsma). La posición de las IPR sobre la gracia común y la oferta libre del evangelio es negado por la mayoría de las denominaciones reformadas actuales y sus teólogos, y las IPR mantienen que esos denominaciones y teólogos no suscriben en todo a las confesiones reformadas.
En los primeros años 1950, las Iglesias Protestantes Reformadas soportaron una controversia doctrinal interna y severa con respecto a la incondicionalidad del Pacto de Gracia. Más que la mitad de los miembros y la mitad de los pastores dejaron las IPR en esa época. La denominación hoy en día sigue enseñando que Dios establece y mantiene su pacto sin condiciones sólo con sus elegidos.

## Doctrina distintiva
Creen que la Biblia es la palabra infalible e inerrantemente inspirada de Dios y que su mensaje queda bien establecido en las Tres Formas de Unidad: el Catecismo de Heidelberg, la Confesión Belga y los Cánones de Dort. Aprueban además la mayoría del contenido de la Confesión de Fe de Westminster pero no la suscriben, en parte por entender de forma diferente el concepto de matrimonio, divorcio y el pacto de obras.
Las IPR creen que el matrimonio es un vínculo que dura toda la vida y que aunque una persona puede divorciarse de su esposo/a por infidelidad, el vínculo del matrimonio no se disuelve hasta la muerte. No se permite que el cónyuge vuelva a casarse mientras el otro esté vivo. Aquel que se divorcie y vuelva a casarse mientras que su primer/a esposo/a viva se considera adúltero sin tener en cuenta las circunstancias del divorcio.
Sostienen que el pacto de Dios es sólo para sus elegidos y que es incondicional, es decir, no hay ninguna condición que cumplir para entrar o quedar en el pacto. Niegan el Antinomianismo, creyendo en su lugar que Dios llama a su gente del pacto a creer y obedecer y que Él personalmente produce en ella la fe y las obras obligatorias.
En el culto público normalmente cantan Salmos acompañado por el órgano, pero a diferencia de la salmodia exclusiva, sí permiten que se cante selectos himnos. El Artículo 69 del Church Order adoptado por el Sínodo de Dort dice: «En las iglesias solo los 150 Salmos de David, los Diez Mandamientos, la Oración del Señor, los Diez Artículos de la Fe, los Cánticos de María, Zacarías y Simeón, los Himnos de la Mañana y de la Tarde y el Himno de Oración antes del sermón se cantarán.» Es común en el culto abrir cantando "Praise God from Whom All Blessings Flow" (doxología) y algunos terminan cantando "May the Grace of Christ the Savior" (doxología). Fuera del servicio oficial, los miembros son libres para cantar himnos y villancicos. También usan la Biblia del rey Jacobo (King James Version of the Bible), pero los miembros pueden usar cualquier otra traducción.
También enseñan amilenialismo en la Escatología cristiana y sostienen exclusivamente el Creacionismo clásico.
Se oponen firmemente a la teología de la Visión Federal (Pactualismo Universal - Teología del Pacto Condicional) que sostienen otras Iglesias Reformadas y Presbiterianas. Defienden la Teología del Pacto Incondicional según la cual solo Dios establece, mantiene, y sostiene con sus elegidos en Cristo Jesús y en Éste crucificado. 

### Gobierno eclesiástico
La denominación sostiene la forma presbiteriana del gobierno eclesiástico y es organizado en dos Consejos, Consejo Este y Consejo Oeste. La frontera de Indiana y Illinois es la división. Los consejos juntan dos o tres veces por año y se junten en un Sínodo una vez cada año, normalmente en junio o Julio.
El nombre de la denominación no es «Iglesia Protestante Reformada» (singular), sino «Iglesias Protestantes Reformadas» (plural). Las PRC mantienen que una denominación no es una iglesia sino una federación de iglesias y que cada iglesia se gobierna a sí mismo por un cuerpo de ancianos elegidos de entre la congregación. Las PRC sostienen que Dios ha dado las "llaves del reino de los cielos" (Mateo 16:19, que se entiende generalmente como la autoridad de predicar el evangelio y hacer disciplina eclesiástica) a la Iglesia instituida, no a la denominación. Por eso, en las PRC solo una iglesia instituida puede poner a un miembro o anciano bajo disciplina. Las IPR niegan que el Consejo o Sínodo tiene poder de hacer eso, aunque pueden aconsejar a una iglesia a hacerlo.
A la vez las PRC mantienen la autoridad vinculante de las decisiones de las concurrencias más extensas. Miembros e iglesias tienen que someter a esas decisiones si quieren quedarse en la denominación, y si nieguen, la concurrencia más extensa tiene la autoridad de declarar a esa iglesia a ser fuera de la federación.
Solo los miembros varones que han confesado públicamente su fe y que están de buena reputación pueden votar por oficiales eclesiásticos o ser ordenados.

## Iglesias y misiones
Las Iglesias Protestantes Reformadas son unas treinta iglesias en los Estados Unidos y Canadá. La mayoría de las iglesias estadounidenses están en la parte al oeste de Michigan pero también hay unas en Indiana, Illinois, Wisconsin, Iowa, Minnesota, Dakota del Sur, Colorado, Washington y California en los Estados Unidos y en Ontario y Alberta en Canadá. Las PRC tienen pocas relaciones formales con la mayoría de las denominaciones y organizaciones reformadas. A pesar de eso, las IPR han contribuido al desarrollo de dos iglesias en Singapur, la Primera Iglesia Evangélica Reformada de Singapur y la Iglesia Evangélica Reformada del Pacto. Las IPR también tienen relaciones con una pequeña congregación en New Zealand, con la Iglesia Evangélica Presbiteriana de Australia, con una iglesia hermana en Irlanda del Norte que fue fundada con la ayuda de las IPR y con las Iglesias Protestantes Reformadas en Myanmar.
Las IPR también han desarrollado contactos en India, Alemania, Uzbekistán, Croacia y Namibia.  Actualmente las IPR tienen misiones en algunos lugares dentro de los Estados Unidos y recientemente organizaron una congregación en las islas Filipinas, donde tienen dos misioneros. En 2005, el Sínodo de las IPR cerró la obra misionera de la denominación en Ghana por falta de miembros.

## Educación Cristiana
Las IPR creen que "es necesario mantener buenas Escuelas Cristianas en donde sus hijos puedan ser educados". Para lograr eso, los padres Protestantes Reformados mantienen doce escuelas primarias y dos colegios para enseñar a unos 1 500 de sus hijos. 
No se recomienda la educación en la casa en las IPR cuando haya disponible una escuela Protestante Reformada. El Sínodo de 2009 prohibió a los portadores oficiales de educar en casa a sus hijos en la mayoría de las situaciones, diciendo que un portador oficial debe enviar a sus hijos a las escuelas a menos que haya circunstancias especiales juzgadas por su consistorio a ser válidas. David Engelsma, Profesor Emérito del Seminario Protestante Reformado, escribe: "Even though home-schooling of their children might be possible for a few, specially gifted parents whose circumstances provide the time that is needed, home-schooling is still not an option".

## Organizaciones
- Protestant Reformed Theological School - el seminario de las PRC, ubicado en Grandville, Michigan.
- Reformed Free Publishing Association - editorial de libros de teología y otros libros cristianos por autores que son miembros de las PRC. También publica un periódico, The Standard Bearer, dos veces por mes o una vez por mes en el verano (Junio, Julio, Agosto). Está ubicado en Jenison, Michigan.
- The Reformed Witness Hour - un programa de radio patrocinado por las PRC.